# Sugiyama Makoto
Sugiyama Makoto (sinh ngày 17 tháng 5 năm 1960) là một cầu thủ bóng đá người Nhật Bản.

## Giải vô địch bóng đá U-20 thế giới
Sugiyama Makoto được triệu tập vào đội tuyển U-20 Nhật Bản tham dự Giải vô địch bóng đá U-20 thế giới 1979.